# Indiana Jones and the Fate of Atlantis
Indiana Jones and the Fate of Atlantis é um jogo eletrônico feito pela empresa Lucas Arts, de George Lucas. O jogo consiste em decifrar enigmas, montar quebra-cabeças e entrar em passagens secretas, além de derrotar inimigos. A história do jogo se passa em 1939, quando Indiana Jones enfrenta Klaus Kerner, um oficial nazista, com a ajuda da colega Sophia Hapgood.
O jogo apresenta três caminhos, sendo que no meio do jogo o jogador pode escolher qual seguir, cada qual com uma estrutura de jogo diferenciada:
O Caminho do Juízo (Indy tem de usar seu cérebro para resolver problemas), o Caminho dos Punhos (quebra-cabeças mais leves e muitas lutas), e o Caminho da Equipe (apresenta a personagem de Sophia Hapgood como uma parceira relutante como parte de muitos quebra-cabeças). Cada caminho inclui alguns objetos e lugares novos, personagens e linhas de diálogo diferentes, e modos alternativas de como progredir pela aventura para chegar ao fim da história.

## Jogabilidade
O jogador explora os ambientes enquanto interage com personagens e objetos; ele pode usar a seta para dar comandos com um número de verbos predeterminados como "Pegar", "Usar" e "Conversar". As conversas com personagens não jogáveis se desenrolam uma série de perguntas e respostas selecionáveis.
No começo, o jogador tem de escolher entre três modos de jogo, cada um com cenas únicas, quebra-cabeças para resolver e locais para visitar: o Caminho da Equipe, o Caminho do Juízo e o Caminho dos Punhos. No Caminho da Equipe, o protagonista Indiana Jones se junta à sua parceira Sophia Hapgood que irá ajudá-lo através do jogo. O Caminho do Juízo apresenta em abundância quebra-cabeças complexos, enquanto o Caminho dos Punhos foca pesadamente em sequências de ação e lutas de punho, este é completamente opcional nos outros dois modos. Nada típico nos títulos da LucasArts, o personagem do jogador pode morrer em certos pontos do jogo, embora as situações perigosas fossem desenhadas para serem facilmente reconhecíveis. Um sistema de pontuação, o Indy Quotient Points (Quociente de Pontos do Indy), registra os quebra-cabeças resolvidos, os obstáculos superados e os objetos importantes que foram encontrados.

## Enredo
A história de Fate of Atlantis passa-se em 1939, pouco antes da Segunda Guerra Mundial. Sob pedido de um visitante chamado Sr. Smith, o professor de arqueologia e aventureiro Indiana Jones tenta encontrar uma pequena estátua no arquivo de seu local de trabalho, a universidade Barnett College. Depois de Indiana encontrar a figura de chifres, Smith usa uma chave para abri-la, revelando uma medalha de contas brilhante dentro. Smith então saca uma arma e escapa com os dois artefatos, mas perde seu casaco na fuga. O cartão de identidade que estava dentro revela que "Smith" era Klaus Kerner, um agente do Terceiro Reich. Um outro bolso do casaco guarda uma revista velha contendo um artigo sobre uma expedição na qual Indiana colaborou juntamente com Sophia Hapgood. Temendo que ela seja o próximo alvo de Kerner, Indiana viaja a Nova York para avisá-la e descobrir mais sobre a misteriosa estátua. Então, ele interrompe sua palestra sobre a cultura e a queda de Atlântida, e os dois retornam ao apartamento de Sophia. Eles descobrem que Kerner saqueou seu escritório em busca de artefatos de Atlântida, mas Sophia diz que ela guarda seu item mais valioso, seu colar, com ela. Ela é dona de outras contas brilhantes, agora identificadas como o metal místico Oricalco, e o coloca na boca do medalhão, invocando o espírito do deus Nur-Ab-Sal de Atlântida. Ela explica que um cientista nazista chamado Dr. Hans Ubermann está procurando o poder de Atlântida para usá-lo como uma fonte de energia para a indústria bélica.
Sophia então recebe uma mensagem telepática de Nur-Ab-Sal, instruindo-lhes a encontrar o Diálogo Perdido de Platão, o Hermócrates, um livro que irá guiá-los até a cidade. Depois de reunir informações, Indiana e Sophia o encontram numa coleção no Barnett College. Corrigindo o "erro decuplicado" de Platão, uma tradução errada do Egípcio para o Grego, o documento aponta a localização do Mediterrâneo, a 300 milhas da Grécia, em vez de 3000 milhas como mencionado  no diálogo Crítias. Também diz que para ganhar acesso à Cidade Perdida e suas colônias, três pedras especiais são pedidas. Neste ponto, o jogador deve escolher entre o Caminho da Equipe, do Juízo ou dos Punhos, que influencia o modo como as pedras são adquiridas. Em todos os três modos, Sophia é capturada pelos Nazistas, e Indiana entra pela entrada subaquática de Atlântida perto de Thera.
Os cenários individuais convergem neste ponto e Indiana começa a explorar a Cidade Perdida. Ele salva Sophia de uma prisão, e eles vão para o centro de Atlântida, onde seu medalhão os guia até o lar de Nur-Ab-Sal. Sophia é possuída por Nur-Ab-Sal e só com um truque Indiana consegue livrá-la do colar e destruir este, libertando-a. Eles avançam mais ainda e alcançam um grande colosso que os habitantes da cidade construíram para se transformarem em deuses. Usando dez contas de oricalco por vez eles são capazes de controlar a água com os poderes que ganharam, mantendo o nível do mar baixo para impedir uma catástrofe.
Inconscientemente, Indiana liga a máquina com as pedras, enquanto Kerner, Ubermann, e as tropas nazistas invadem o local. Kerner pisa na plataforma primeiro, dizendo que é o mais apropriado para se tornar um deus. Assim que Ubermann tenta ligar a máquina, Indiana menciona o erro decuplicado de Platão, que convence Kerner a usar uma conta em vez de dez. Ele então é transformado em uma criatura com chifres horrivelmente deformada, e cai na lava. Indiana é forçado a pisar na plataforma logo depois mas ameça mandar Ubermann para o inferno depois de se tornar um deus. Temendo sua fúria, Ubermann usa a máquina em si mesmo, dando cem contas a ela. Ele é transformado em um ser etéreo verde antes de desaparecer completamente. Três finais ruins mostram um dos protagonistas sofrendo a segunda transformação se Indiana não conseguisse convencer Ubermann a usar a máquina em vez dele, ou se Sophia não fosse libertada de sua prisão ou da influência de Nur-Ab-Sal. No final bom, Atlântida sucumbe na erupção enquanto a dupla foge da cidade. A cena final mostra Indiana e Sophia se beijando em cima do submarino de fuga, para se consolar da falta de evidências de sua descoberta.

## Desenvolvimento
O ex-roteirista e produtor Hal Barwood foi o líder do projeto, desenhou o jogo e foi o principal criador do enredo e do script; O Co-designer Noah Falstein ajudou a escrever a história e apresentou a ideia dos três caminhos diferentes.
Na época, uma sequela de Indiana Jones and the Last Crusade: The Graphic Adventure (Indiana Jones e a Última Cruzada: A Aventura Gráfica) foi decidida, mas a maioria da equipe da Lucasfilm Games estava ocupada com outros projetos como o The Secret of Monkey Island e o The Dig. O Designer Hal Barwood tinha criado apenas dois jogos de computador, mas foi posto no comando do projeto por causa de sua experiência como produtor e roteirista de filmes. A empresa originalmente quis que ele criasse um jogo que fosse baseado em Indiana Jones and the Monkey King/Garden Life, um script escrito por Chris Columbus para o terceiro filme que foi rejeitado que mostraria Indiana procurando por artefatos chineses na África. Entretanto, Barwood achou que a ideia estava abaixo dos padrões e pediu para que criasse uma história inicial para o jogo.
A inspiração para a mitologia no jogo, como a descrição da cidade e a presença do metal oricalco, foram primariamente tirados dos diálogos de Platão,  Timaeus e Crítias, e do livro de Ignatius Loyola Donnelly, "Atlantis: The Antediluvian World" que reviveu o interesse no mito no século XIX. As propriedades mágicas do oricalco e da tecnologia de Atlântida descritas no jogo foram parcialmente adotadas das publicações sobre a força vril da espiritualista russa Helena Blavatsky O colosso gigante que produzia deuses foi baseado em um dispositivo de concentração de poder chamado "pedra de fogo", descrito pelo psíquico americano Edgar Cayce.
Assim que Barwood e Falstein completaram o rascunho da história, Barwood escreveu o script atual[32], e a equipe começou a conceber os quebra-cabeças e a desenhar os ambientes. Barwood  tinha a intenção de deixar Atlântida com um ar "alienígena" , com as máquinas operando com um física ainda desconhecida, em vez da magia. A maioria dos planos de fundo de 256 cores foram desenhados com Deluxe Paint, embora dez por cento foram pinturas escaneadas no fim do ciclo de desenvolvimento. Como consequência de mudanças de design constantes, as imagens seriam revisadas pelos artistas.
A adição dos três caminhos diferentes foi sugerida por Falstein e custou mais seis meses ao tempo de desenvolvimento, mais por causa de todo o diálogo extra entre Indiana e Sophia. O jogo demorou cerca de dois anos para ser desenvolvido, começando no início de 1990, e terminando em junho de 1992.

## Legado
Depois do lançamento do jogo, uma história para um suposto sucessor no gênero de aventura foi concebida por Joe Pinney, Hal Barwood, Bill Stoneham e Aric Wilmunder. Intitulada Indiana Jones e a Fênix de Ferro, se passaria depois da Segunda Guerra Mundial e mostrava nazistas buscando refúgio na Bolívia, tentando ressuscitar Adolf Hitler com a pedra filosofal. O jogo foi desenvolvido por quinze meses e foi exibido na European Computer Trade Show. Entretanto, quando os coordenadores alemães viram como o jogo lidava com o Neo-Nazismo, eles informaram à LucasArts sobre a dificuldade de vender o jogo em seu país. Como a Alemanha era um mercado importante de jogos de aventura além-mar, a LucasArts temeu que os lucros baixos não pagariam os custos de desenvolvimento e logo depois cancelou o jogo. Em uma entrevista, Barwood comentou que a equipe de desenvolvimento deveria ter refletido sobre a história antecipadamente, que a história era insensível e que não se arrependia de ter cancelado o título.

## Interpretação arqueológica
Indiana Jones é um professor e arqueólogo. Estamos habituados a acompanhar suas aventuras em busca de artefatos mitológicos de sociedades antigas e de lugares cuja existência nunca foram comprovados, como Atlântida.
Os filmes foram responsáveis por popularizar a arqueologia entre pessoas de diversas idades e nacionalidades. Apesar da visibilidade que a disciplina recebeu, muitas das informações apresentadas foram criticadas por arqueólogos, a exemplo da construção de um personagem que representa a perspectiva colonialista e elitista, onde as pessoas comuns são completamente ignoradas e as populações nativas são retratadas de forma racista e equivocada. Outra crítica abordada por alguns arqueólogos é a forma que as mulheres são retratadas nessas obras, frágeis e muitas vezes submissas, sem nenhuma participação nas investigações. Todas críticas válidas e justificáveis, visto que existem muitas mulheres na arqueologia, assim como a maioria dos sítios encontrados são feitos por pessoas comuns, de fora da academia.  A arqueologia não é entrar em tumbas, decifrar enigmas e encontrar objetos brilhantes. As técnicas e os conhecimentos científicos ficaram de fora da trama. O arqueólogo retratado por Indiana Jones atua mais como uma caça-tesouros, retirando artefatos dos sítios arqueológicos, desconsiderando o contexto do sítio, sem recorrer a metodologias apropriadas de coleta e registro. 
Tendo esses problemas em mente, pude observar a metodologia do Dr. Jones durante a análise do jogo, Indiana Jones and the Fate of Atlantis. Logo no início da nossa aventura, encontramos uma pequena estátua dourada com uma esfera de oricalco, metal que teria sido usado em Atlântida, conforme os relatos de Platão no seu livro, “O diálogo perdido de Platão”, item coletado durante o jogo. Antes mesmo que ele possa investigar mais a fundo, a estatua é roubada pelo general nazista, deixando-nos com apenas uma folha de uma revista que falava sobre sua colega Sophia e as escavações realizadas na Islândia. Sophia, antes uma física, agora faz palestras sobre Atlântida, sua cultura, arquitetura e crenças. As fontes de Sophia, descobriremos mais a frente, provém de Nurabsal, um poderoso espírito que pode ser invocado ao nosso plano quando oferecido uma esfera de Oricalco. O oricalco é um metal que só poderia ser encontrado em Atlântida e suas propriedades mágicas/energéticas foram relatadas por diversos autores e o próprio Platão em seu livro. Sabendo qual o destino dos nazistas, Indy e Soph vão em busca desse lendário livro na esperança de encontrar a cidade perdida antes dos seus inimigos. 
O relato presente no livro tem um potencial informativo gigantesco, mas no lugar de analisar os textos em busca de informações valiosas sobre a cidade (nosso objeto de estudo), o Dr. Jones foca apenas em descobrir sua localização, negligenciando o resto. Da mesma forma foi feito com a estatueta. Quando em suas mãos, ele apenas se interessou em quão antiga ela poderia ser, não sua origem ou o que poderia representar para a sociedade de onde provinha. Zanetini (1991) falou do caráter “cacológico” das aventuras de Indiana Jones, onde suas histórias sempre estão focadas nos objetos e apenas neles.
O processo de investigação arqueológica exige metodologias, que não apenas permitem a análise da cultura material, como também são fundamentais para a produção de conhecimento científico a respeito de uma determinada sociedade. O primeiro passo a ser seguido é a elaboração de perguntas que irão nortear a pesquisa. Através da análise de registos documentais e materiais guiados por nossas perguntas e objetivos, poderemos compreender o contexto estudado. Silvia Copé e Carolina Rosa (2008) produziram uma síntese das perspectivas teórica-metodológicas da arqueologia, assim como sua importância para a produção de conteúdo científico de qualidade, não apenas achismos e opiniões. Consultar os registros e documentos produzidos sobre o sítio, as pessoas ou a cultura que planeja estudar seria o segundo passo da investigação arqueológica. Algo que não vemos durante a aventura do Dr. Jones. 
Além da ausência de metodologias, outra importante questão veio à tona: o roubo de artefatos. Diferente do que muitos pensam, os responsáveis por esses crimes não são pessoas que não compreendem a importância desses objetos para nossa sociedade. A exemplo de Sophia, uma estudiosa da área que admitiu ter roubado o colar com a representação de Nurabsal durante as escavações ocorridas na Islândia. O tráfico ilícito de bens culturais vem sendo discutido em meios acadêmicos e não acadêmicos cada vez mais. O roubo de bens culturais pode ser interpretado como um atentado à memória coletiva, onde indivíduos põe seus desejos egoístas de colecionismos e poder acima do coletivo. Rodrigo Chistofoletti e Nathan Assunção Agostinho (2020) abordaram esse assunto em um dos seus artigos, comentando a proporção que esses crimes vêm tomando na sociedade brasileira e o descaso por parte das legislações para evitá-los e punir os responsáveis. Apesar desse trabalho focar no roubo de livros e documentos, eles também abordam outras formas de patrimônio cultural, como os artefatos arqueológicos.